# Михалевич Володимир Йосипович
Володимир Йосипович Михалевич (4 квітня 1924, с. Тустановичі, нині частина м. Борислав — 5 червня 2002, м. Борислав) — український інженер-нафтовик, раціоналізатор, автор ряду наукових та публіцистичних статей, популяризатор історії нафтогазовидобування міста Борислава.

## Життєпис
У 1947 році закінчив вечірню школу робочої молоді. З 1947 по 1952 рік навчався на гірничопромисловому факультеті Львівського політехнічного інституту, за спеціальністю «Розробка нафтових та газових родовищ». Після його закінчення працював на нафтовидобувних підприємствах Борислава.
У 1987 році закінчив кар'єру нафтовика на посаді начальника науково-дослідної лабораторії розробки нафтових родовищ НГВУ «Бориславнафтогаз». Помер після довгої та важкої хвороби. 

## Творчий доробок
Має близько 80 наукових робіт та понад 100 раціоналізаторських пропозицій, що дало економефект близько 1 млн крб. Одержав у співавторстві два авторських свідоцтв на винаходи від 30.03.1967 та 28.07.1977 р. у галузі нафтогазовидобутку.

## Громадська діяльність
Був серед тих осіб, які 25.12.1992 року вшанували пам'ятною таблицею відомого геолога-нафтовика, вченого, доктора Костянтина Толвіньского - багатолітнього керівника, організатора та директора до вересня 1939 р. Карпатського геологічно-нафтового інституту у м. Бориславі.

## Вшанування
Книга  присвячена пам’яті відомих бориславців, нафтовиків Георгія Бойка та Володимира Михалевича.

## Нагороди
- Бронзовою медаллю ВДНГ — за впровадження паротеплових методів підвищення нафтовилучення на Бориславському та Східницькому родовищах.
- Грамота Президії ВР УРСР
- Медаль «Відмінник нафтової промисловості»
- Медаль «За доблесну працю»
- Медаль «Ветеран праці»